# Christkönigskirche (Skarżyn)
Die Christkönigskirche in Skarżyn ist ein  Bauwerk aus den 1920er Jahren. Bis 1945 war sie evangelische Pfarrkirche des ostpreußischen Kirchspiels Skarzinnen (1938–1945 Richtenberg) und ist heute zentrales Gotteshaus der römisch-katholischen Pfarrei Skarżyn in Polen.

## Geographische Lage
Skarżyn liegt im südlichen Osten der Woiwodschaft Ermland-Masuren, nur zwei Kilometer von der Grenze zur Woiwodschaft Masowien entfernt. Durch das Dorf verläuft eine Nebenstraße, die die Verbindung zu Drygały (Drygallen, 1938–1945 Drigelsdorf) an der Woiwodschaftsstraße 667 herstellt.
Der Standort der Kirche befindet sich in der Ortsmitte östlich der Hauptstraße.

## Kirchengebäude
Die Kirche in Skarżyn entstand in den Jahren 1927 bis 1929 und wurde am 15. November 1929 eingeweiht. Der Bau aus Feldsteinen und mit aufgesetztem Turm aus Holz in Verlängerung der Giebelwand ist schlicht gehalten und hat nach 1945 mehrere Reparaturarbeiten erfahren. Im Innern wurde die Kirche der veränderten katholisch-liturgischen Nutzung angepasst.

## Kirchengemeinde

### Evangelisch

#### Kirchengeschichte
In Skarzinnen entstand erst im Jahre 1902 eine eigene evangelische Kirchengemeinde. Zuvor war der Ort in die Kirche Groß Rosinsko (1938–1945 Großrosen, polnisch Rożyńsk Wielki) eingegliedert. Aus den Kirchspielen Groß Rosinsko und Bialla (1938–1945 Gehlenburg, polnisch Biała Piska) wurden insgesamt zehn Orte in die neue Pfarrei Skarzinnen umgepfarrt, die in der ersten Zeit ihre Bestehens ohne ein eigenes Gotteshaus auskommen musste. 1925 zählte das Kirchspiel 2.100 Gemeindeglieder. Die Kirche war bis 1945 patronatslos und in den Kirchenkreis Johannisburg in der Kirchenprovinz Ostpreußen der Evangelischen Kirche der Altpreußischen Union einbezogen.
Flucht und Vertreibung der einheimischen Bevölkerung in der Zeit um 1945 setzten der kirchlichen Arbeit in dem nun Skarżyn genannten Ort ein Ende. Heute hier wieder lebende evangelische Einwohner halten sich zur Kirchengemeinde in der Stadt Biała Piska, einer Filialgemeinde der Pfarrei Pisz (deutsch Johannisburg) in der Diözese Masuren der Evangelisch-Augsburgischen Kirche in Polen.

#### Kirchspielorte
Zum Kirchspiel Skarzinnen (ab 1938 Kirchspiel Richtenberg) gehörten zehn Ortschaften:
| Name       | Änderungsname 1938 bis 1945 | Polnischer Name |  | Name           | Änderungsname 1938 bis 1945 | Polnischer Name |
| ---------- | --------------------------- | --------------- |  | -------------- | --------------------------- | --------------- |
| *Dmussen   | Dimussen                    | Dmusy           |  | *Groß Rogallen |                             | Rogale Wielkie  |
| Fröhlichen |                             | Myśliki         |  | *Skarzinnen    | Richtenberg (Ostpr.)        | Skarżyn         |
| Karpinnen  | Dreilinden                  | Karpin          |  | Sokollen       | Rosensee                    | Sokoły Jeziorne |
| Lipinsken  | Eschenried (Ostpr.)         | Lipińskie       |  | *Wlosten       | Flosten                     | Włosty          |
| Lodigowen  | Ludwigshagen                | Łodygowo        |  | *Woynen        | Woinen                      | Wojny           |

#### Pfarrer
In der Kirchengemeinde Skarzinnen bzw. Richtenberg amtierten von 1905 bis 1945 folgende Pfarrer:
| - Karl Ernst Fr. Stenzel, 1905–1920 - Wilhelm Döring, 1920–1939 - Walter Schwichtenberg, 1941–1945. |

#### Kirchenbücher
Die Kirchenbücher der Pfarrei Skarzinnen (Richtenberg) haben sich erhalten und werden im Evangelischen Zentralarchiv in Berlin-Kreuzberg aufbewahrt:
- Taufen, Trauungen und Begräbnisse der Jahre 1902 bis 1944.

### Katholisch
Vor 1945 war die Region Skarzinnen bzw. Richtenberg in die römisch-katholische Kirche Johannisburg eingegliedert. Sie gehörte zum Dekanat Masuren II mit Sitz in der Stadt Johannisburg innerhalb des Bistums Ermland. Nach 1945 siedelten sich hier immer mehr polnische Neubürger an, die größtenteils katholischer Konfession waren. Sie bildeten hier eine Gemeinde, die 1958 zur Pfarrgemeinde erhoben wurde und jetzt zum Dekanat Biała Piska im Bistum Ełk der römisch-katholischen Kirche in Polen gehört. Der Pfarrei zugeordnet ist die Filialkirche in Świdry (Schwiddern).